# Schweizer-Reneke

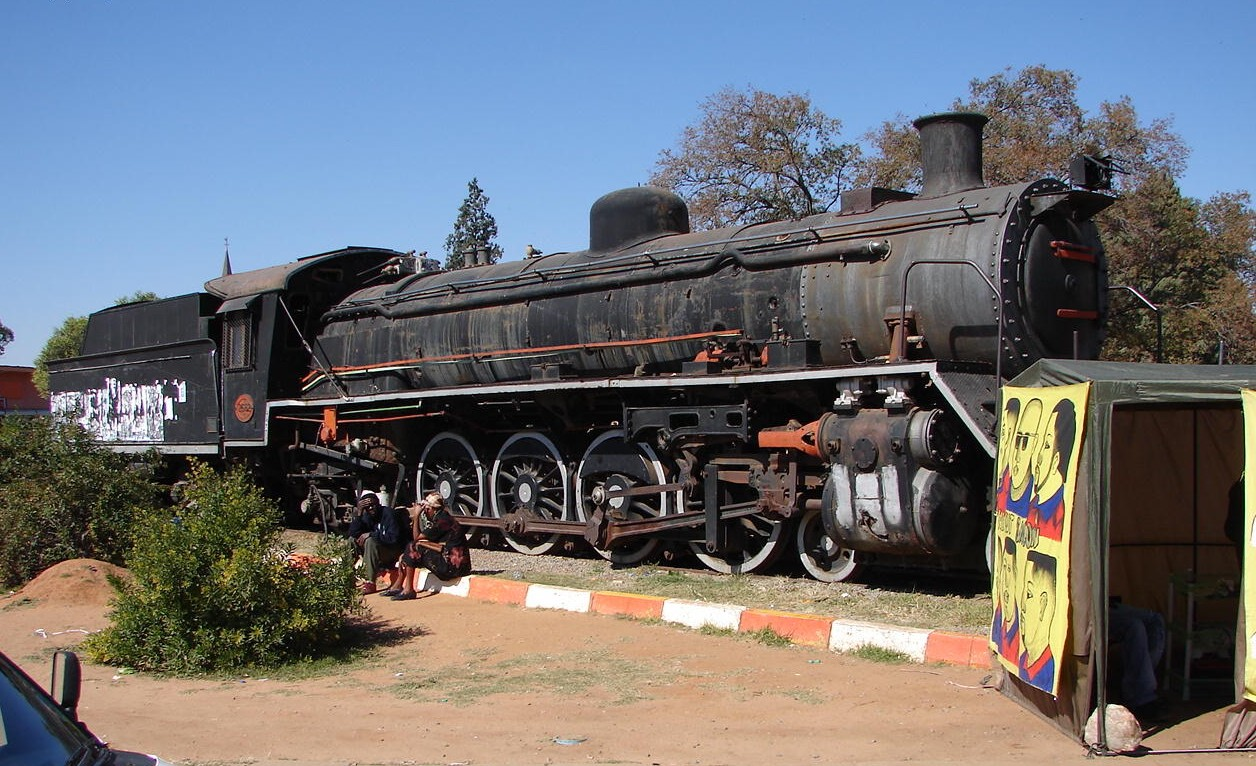

Schweizer-Reneke est une ville agricole d'Afrique du Sud située dans l'ouest de la région historique du Transvaal. En 1994, elle fut intégrée dans la Province du Nord-Ouest. Son surnom est celui de ville des tournesols

## Géographie
Schweizer-Reneke est située à 60 km au sud-est de Vryburg.

## Quartiers
La commune de Schweizer-Reneke comprend la ville centre de Schweizer-Reneke, le secteur rural de Nivard SH et les townships d'Ipelegeng et de Sharon.

## Historique
La présence de peintures San (estimées à 2 000 ans) dans les environs suggère une présence humaine ancienne et prolongée dans la région. Dans les années 1860, les agriculteurs boers migrant vers l'ouest à partir du Transvaal commencèrent à empiéter sur les pâturages des tribus Korana, établis autour de la colline de Maamusa (Mamusa), alors que par l'est ces derniers subissaient l'invasion de leurs terres par les tribus Tswanas/Thlaping. Pour se défendre, les chefs Korana, David Massouw et Riet Taaibosch, ainsi que le chef Tlhaping Mankurwane recrutèrent des mercenaires Boers du Transvaal auxquels ils promirent des terres et du bétail. À la fin du conflit, un total de 388 fermes furent octroyés aux mercenaires Boers qui établirent la République du Stellaland.
Au début des années 1880, le chef Massouw se montre provocant et remet en question les accords passés avec les Boers. À la fin de novembre 1885, le commandant de la république du Transvaal, le général Piet Joubert, rassembla 800 hommes des commandos de Potchefstroom, Lichtenburg et Bloemhof et, en décembre 1885, assiègent Massouw à Maamusa, coupant leur approvisionnement en eau. Durant la première semaine de combats, Massouw, l'un de ses fils et la plupart de ses conseillers sont tués. Du côté des Boers, dix hommes sont morts, dont le capitaine Constantin Alexander Schweizer et le lieutenant G. C. Reyneke.
Le 3 octobre 1888, la création d'une nouvelle ville, située entre la colline de Maamusa et la rivière Harts, est proclamée par le Volksraad (parlement) de la république sud-africaine du Transvaal. Elle est baptisée Schweizer-Reneke en mémoire des deux chefs militaires boers décédés 3 ans plus tôt au cours du conflit entre les Koranas et les Boers.
Au début de la seconde guerre des Boers, la petite ville émergente ne compte qu'une soixantaine d'habitants de souche européenne, la plupart de langue afrikaans et membre de l'église réformée hollandaise. Ces Afrikaners sont pour la plupart de modestes éleveurs qui ont été appauvris par la peste bovine de 1896. Bien que défendu par un commando boer, le village est rapidement conquis par l'armée britannique qui procède à la confiscation de tous les bovins et des chevaux appartenant aux Boers mais aussi à la destruction du bétail et des récoltes des populations noires. Le but est de priver de ravitaillement les commandos boers de la région.
Après une courte période de ruée vers les diamants, Schweizer-Reneke est devenu un centre agricole du sud-ouest de la province du Transvaal.
Durant l'apartheid, le district électoral de Schweizer-Reneke fut un fief du parti national puis un bastion du parti conservateur d'Afrique du Sud.

## Démographie
Selon le recensement de 2011, la population de la commune de Schweizer-Reneke est de 41 226 habitants, dont 92,47 % de noirs, essentiellement de langue setswana (86,15 %) et 4,28 % de blancs, essentiellement Afrikaners (5,82 %).
La majorité des habitants vivent dans les township d'Ipelegeng et de Sharon tandis que les blancs constituent 66,08 % du total des habitants de la ville centre de Schweizer-Reneke et 89,95 % du total des habitants du quartier semi rural de Nivard SH.

## Économie
L'économie locale repose principalement sur l'agriculture (culture du maïs, du sorgho, des arachides et des graines de tournesol) ainsi que sur l'élevage. Schweizer-Reneke a été également une zone diamantifère, exploitée à grande échelle.
Le barrage de Wenzel, juste au nord de la ville, a été transformé en centre de villégiature.

## Personnalités locales
- Ahmed Kathrada
- Elisabeth Eybers
- Irma Stern
- Pieter Mulder